# 권영우 (유도 선수)
권영우(1981년 5월 4일 ~ )는 대한민국의 유도 선수로 남자 미들급에 출전했다. 그는 하계 유니버시아드 (2001년과 2003년) 81kg급에서 금메달 2개를 획득했고, 아시아 유도 선수권 대회 에서 종합 메달을 획득했으며, 이후 2004년 하계 올림픽 에서 7위를 차지했다.
그는 2001년 중국 베이징 하계유니버시아드에서 81kg급에서 아제르바이잔의 메흐만 아지 조프를 꺾고 금메달을 목에 걸며 선두주자이자 메달 후보로 떠올랐다. 2년 후, 그는 스페인의 오스카르 페르난데스를 꺾고 각 부문에서 전례 없는 2연패를 달성했다.